# Hablicja krzewiasta
Hablicja krzewiasta (Hablitzia tamnoides M.Bieb.) – gatunek roślin z monotypowego rodzaju Hablitzia z rodziny szarłatowatych (Amaranthaceae), dawniej komosowatych (Chenopodiaceae). Rośnie w lasach i zaroślach w rejonie Kaukazu. Nazwa rodzajowa upamiętnia pruskiego botanika i podróżnika Carla von Hablitza (1752–1821). Pędy rośliny spożywane są jako warzywo.

## Morfologia
Bylina z jednorocznymi, pnącymi pędami nadziemnymi osiągającymi ponad 3 m wysokości. Liście skrętoległe, ogonkowe, o blaszce sercowatej. Kwiaty drobne, zielone, zebrane w gęsto rozgałęzione wiechy. Listków okwiatu brak. Pręcików jest 5, zalążnia jednokomorowa, wpółdolna, z dwoma szyjkami.

## Systematyka
Pozycja systematyczna
Rodzaj z rodziny szarłatowatych (Amaranthaceae) należącej do rzędu goździkowców (Caryophyllales) w obrębie dwuliściennych właściwych.